# Чарльз Вест Черчмен
Чарльз Вест Черчмен (англ. Charles West Churchman, 29 серпня 1913, Філадельфія — 21 березня 2004, Болінас) — американський вчений філософ, професором Школи ділового адміністрування та професором досліджень миру та конфліктів у Каліфорнійському університеті в Берклі. Він був всесвітньо відомий своєю новаторською роботою в галузі дослідження операцій, системного аналізу та етики.

## Головні роботи
«Theory of Experimental Inference» (1948)
«Methods of Inquiry» (with R. L. Ackoff) (1950)
«Introduction to Operations Research» (with R. L. Ackoff and E. L. Arnoff) (1957) «Prediction and Optimal Decision» (1960)
«The Systems Approach» (1968)
«The Design of Inquiring Systems» (1971)
«The Systems Approach and its Enemies» (1979)
«Thought and Wisdom» (1982)

## Резюме
У. Черчмен є приклад філософа, який взяв на себе яскраво виражене моральне зобов'язання використовувати для виправлення людства системне мислення. Він був одним із співавторів методу дослідження операцій і розглядається багатьма вченими як основоположник сучасного системного підходу. Для У. Черчмепа дослідження операцій завжди носило системний характер. Одними із проявів його системних поглядів були використання при проведенні дослідження операцій змішаних груп і інтерес до організаціям і способам їх взаємодії. В результаті У. Черчмен розробив цілу серію системних понять. Сім найважливіших з них наводяться нижче (виділені курсивом). Він сформулював концепцію анатомії системної телеології (дев'ять умов, які повинні бути виконані, щоб «система» продемонструвала свою цілеспрямованість). У. Черчмен розробив методи дослідження та обмеження проблемних контекстів: охоплення (вироблення знання про всіх релевантних умовах); розкриття (надання структури і додаткового сенсу людського досвіду); установка кордонів (визначення області дії для поліпшення ситуації з допомогою взаємодоповнюючих один одного охоплення і розкриття). Він стверджував, що досягнення удосконалення, наприклад з точки зору ефективності та / або дієвості, є перш за все етичну проблему. Він також підкреслював важливість безпечних удосконалень і в зв'язку з цим був одним з перших, хто наголошував на важливості підкріплення і центральну роль вимірювання. У загальних рисах він розробив своє бачення системної мудрості.

## Біографічні дані
У. Черчмен народився в 1913 році в місті Маунт Ейр, штат Пенсільванія, США. Його моральне виховання і початкова освіта здійснювалися під наглядом квакерів. В університеті оп вивчав філософію і логіку.У 1936 р Пенсільванський університет присвоїв здобувачеві У. Черчменом звання доктора філософії за дисертацію, має назву «Towards of Logic of Propositions» («До питання про логіку припущень»), присвячену статистичному дослідженню припущень. У 1939 р молодий вчений був прийнятий в університет на посаду помічника викладача і незабаром після цього він опублікував роботу під назвою «Elements of Logic and Formal Science» (1940) («Елементи логіки і формальна наука»).
1940-і рр. мали для наукової кар'єри У. Черчмена визначальне значення, зокрема через те, що в цей період він познайомився з двома людьми, які протягом довгого часу впливали на його подальше життя. першим з них був його науковий керівник Едгар Зінгер, прихильник американської теорії прагматизму. Другим був Рассел Акофф, що став на довгі роки одним з його найближчих друзів. У 1939 р Р. Акофф став відвідувати курс лекцій У. Черчмена по «сучасної філософії», де, за його словами, вони стали «відмінно розуміти один одного». Протягом наступних двадцяти років У. Черчмен і Р. Акофф працювали в тісній співпраці і багато в чому сприяли становленню дослідження операцій як науки.
У 1942 році Р. Акофф був покликаний в армію, а У. Черчмен, звільнений від військової повинності, так як під його опікою знаходилися старі батьки, став керівником відділу статистики Франкфордского арсеналу. Однак співпраця двох вчених тривало по листуванню. Після закінчення Другої світової війни, в 1946 році, вони спільно орендували маленький будинок, отримали свої колишні посади в університеті і стали активно вести спільні дослідження. Потім в 1947 році У. Черчмен і Р. Акофф переїхали в Детройт і продовжили дослідження в Уйеновском університеті. Там вони разом написали і в 1950 році опублікували книгу «Methods of Inquiry» («Методи досліджень»). У 1951 році Р. Черчмен і Р. Акофф перейшли в Кейсовскій технологічний інститут, де було створено Групу дослідження операцій (на чолі з У. Черчменом). Під час роботи в цьому інституті він зіграв вирішальну роль у визначенні дослідження операцій як самостійної наукової дисципліни і в його практичному застосуванні. У співпраці з Р. Акофф і Е. Арноффом У. Черчмен написав новаторську книгу «Introduction in Operational Research» (1957) («Введення в дослідження операцій»). Він також був головним редактором журналів «Management Science» (1954—1961) і «Philosophy of Science» (1949—1959).
Після майже двадцяти років співпраці з Р. Акофф У. Черчмен в 1958 році залишив Кейсовскій інститут і перебрався на Схід США, де почався новий тривалий період його інтелектуальної діяльності в Каліфорнійському університеті в Берклі. Там професором він заснував і очолив Дослідницький центр наукового менеджменту (пізніше перейменований в Дослідницький центр менеджменту). Сам Черчмен назвав наступне десятиліття «тужливими 60-ми», так як він бачив, що дослідження операцій стає об'єктом систематичної математизації. Він пішов з поста головного редактора «Management Science», так як надсилаються матеріали містили все більше «математики заради самої математики» і мало чим могли бути корисні людству. Тим часом в 1960-і рр. У. Черчмен домігся блискучих успіхів у розвитку дослідження операцій.
У Берклі У. Черчмен став проявляти глибокий інтерес до системного мислення, який вже намітився у нього, наприклад, в «Introduction to Operations Research». Він ставився до проблеми менеджменту як до філософської завданню, що перевіряє здатність людей оцінювати етику системи в цілому. Його пристрасне захоплення системним підходом і заклопотаність моральними проблемами наочно проявилися в його чотирьох найважливіших роботах: «The Systems Approach» (1968) («Системний підхід»), «Challenge to Reason» (1968) («Виклик розуму»), «The Design of Inquiring Systems» (1971) («Дизайн дослідних систем») і «The Systems Approach and Its Enemies» (1979) («Системний підхід і його противники»), В цих книгах були поставлені питання, відповіді на які фахівці з дослідження операцій та менеджменту не знайшли й донині. Крім того, ідеї цих книг стали передвісниками появи двох нових напрямків системного мислення: м'якого системного мислення, ідеологом якого у Великій Британії починаючи з 1970-х рр, є Пітер Чекланд, і критичного системного мислення, запропонованого вченими англійської Університету Халла в середині 1980-х рр .
Глибина і важливість робіт У. Черчмена в області соціальних наук дозволили в 1984 році висунути їх автора на отримання Нобелівської премії. Якщо Людвіг фон Берталанфі розглядається як засновник системного руху (див. Берталанфі, Л.), У. Черчмен по праву вважається одним із творців методу дослідження операцій і сучасного системного підходу. У розділах 3 і 4 його плідний науковий внесок в цих областях знань буде розглянуто більш докладно, причому акцент буде зроблений на системному мисленні, у формуванні якого його роль була особливо важливою. Однак щоб отримати більш повне уявлення про цю людину, необхідно познайомитися з його уявленням про моральні зобов'язання.

## Моральні зобов'язання
Неможливо оцінити науковий внесок У. Черчмена без усвідомлення або навіть відчуття сили його моральних зобов'язань. Його глибока заклопотаність етичними проблемами полягала в його вихованні, на яке великий вплив зробили квакери. З тих пір все своє життя У. Черчмен присвятив людству. Його роботи починаються і закінчуються пасажами про проблеми гуманізму в наукових дослідженнях. У. Черчмен наполягає на тому, що вчені повинні відповідати за соціальні наслідки своєї діяльності. Наука, так само як і філософія, повинні використовуватися для вирішення таких серйозних проблем, як боротьба проти масового голоду, злиднів і загрози війни. Ось чому У. Черчмен відчував себе «ситим по горло» філософських факультетів, де, за його словами, люди задавали «дурні питання». Ось чому він не міг більше розглядати не мали ніякого практичного застосування численні математичні роботи, що надсилалися в «Management Science». У. Черчмен, натхненний своїм наставником Едгаром Зінгером, вимагав посилення гуманістичної спрямованості в будь-коли закінчується циклі дизайну систем (в кожній з основних робіт У. Черчмена, явно простежується вплив Е. Зінгера). У. Черчмен таким чином, виявляється непохитним у своїх пошуках критично осмисленої і моральної практичної діяльності. Він здійснює їх шляхом постановки гострих питань. Однак, як визнає сам вчених відповідей на них немає, а питань стає все більше. Наприклад, запитайте У.Черчмена, чи існує вільний від оціночних суджень суспільство, і він запитає вас, чи не буде аморальною вільна від оцінок наука? Таким чином, стурбованість етичними проблемами відбувається з певної форми критичного системного мислення. А тепер ми звернемося до наукового внеску У. Черчмена в дослідження операцій.

## Смерть
Чарльз Вест Черчмен помер 21 лютого 2004 року в Каліфорнії.